# M48 Chaparral
O MIM-72A / M48 Chaparral, originário dos Estados Unidos da América, é um sistema de mísseis antiaéreos terra-ar desenvolvido para o apoio de unidades mecanizadas em conjunto com o M163 VADS. Tendo a possibilidade de atuar em ambientes BQ, operar em missões anfíbias e ser helitransportado.
Constitui um sistema de armas especialmente configurado para executar defesa antiaérea, com quaisquer condições de tempo; para o efeito, dispõe de um sub-sistema de infravermelhos para visão noturna (FLIR), para aquisição de objectivos e seguimento automático de alvos.

## Referência
- Área militar